# 雀仔橋

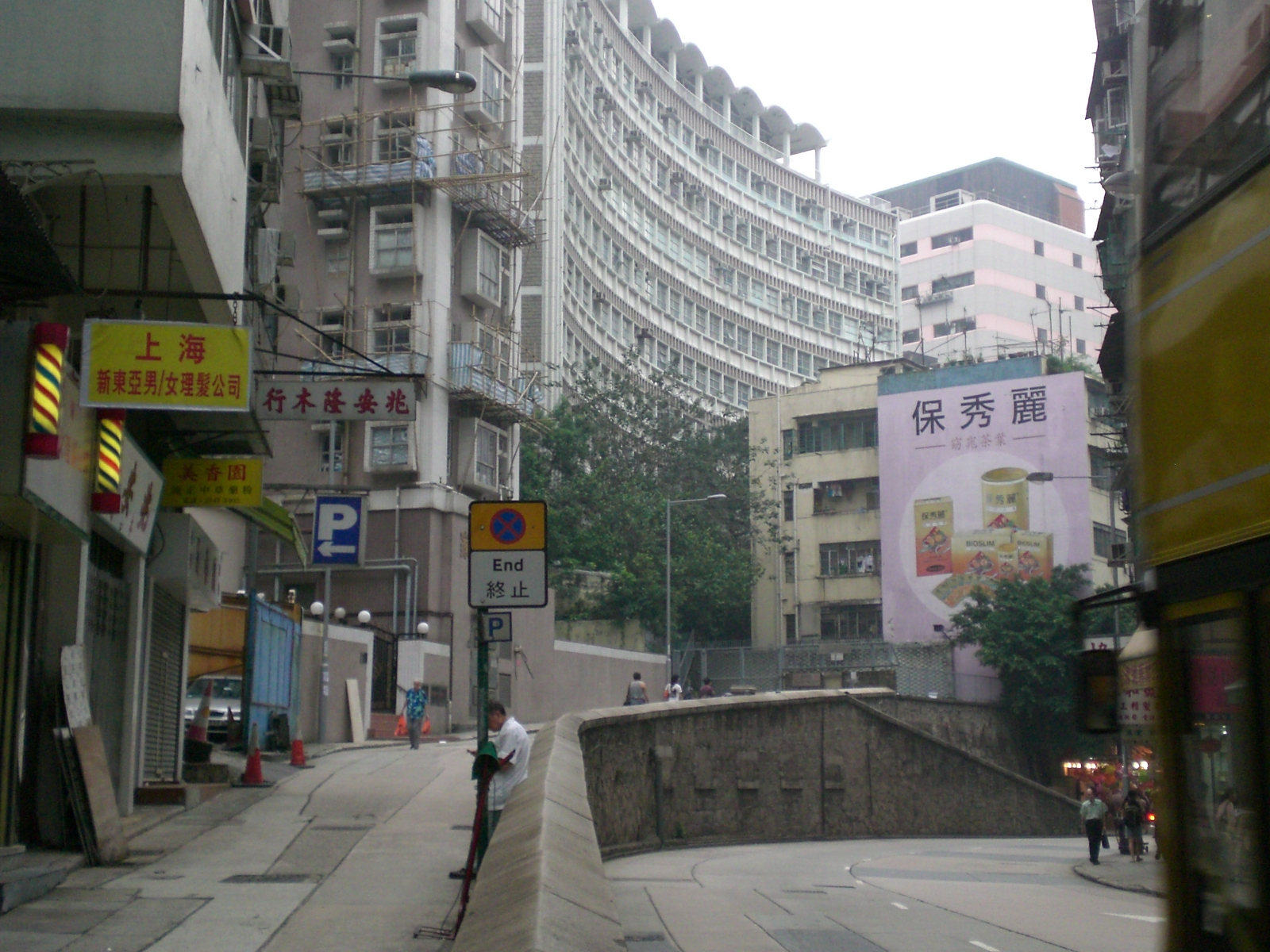
雀仔橋（圖左）

雀仔橋（英文意譯：Bird Bridge）是香港一條位於香港島西營盤皇后大道西的行人橋，最早在1870年代已經存在，原本用作用海堤連接海員醫院（今西營盤賽馬會分科診所），在填海後至今仍保留於原址。

## 歷史

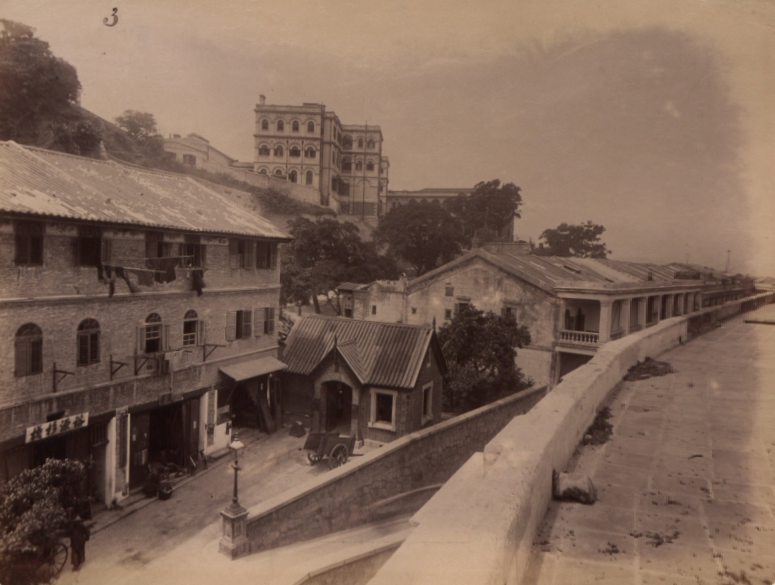
1870年代顯示出海堤段落的照片

雀仔橋以麻石建成，為一條呈「弓」形的海邊防波堤道通往昔日的國家醫院。
「雀仔橋」的名字由來，有說1930年代該處曾是雀鳥販賣的聚集地而命名，另一說是1950、60年代該處後山的大片樹林每逢黃昏會出現百鳥歸巢的畫面而得名。

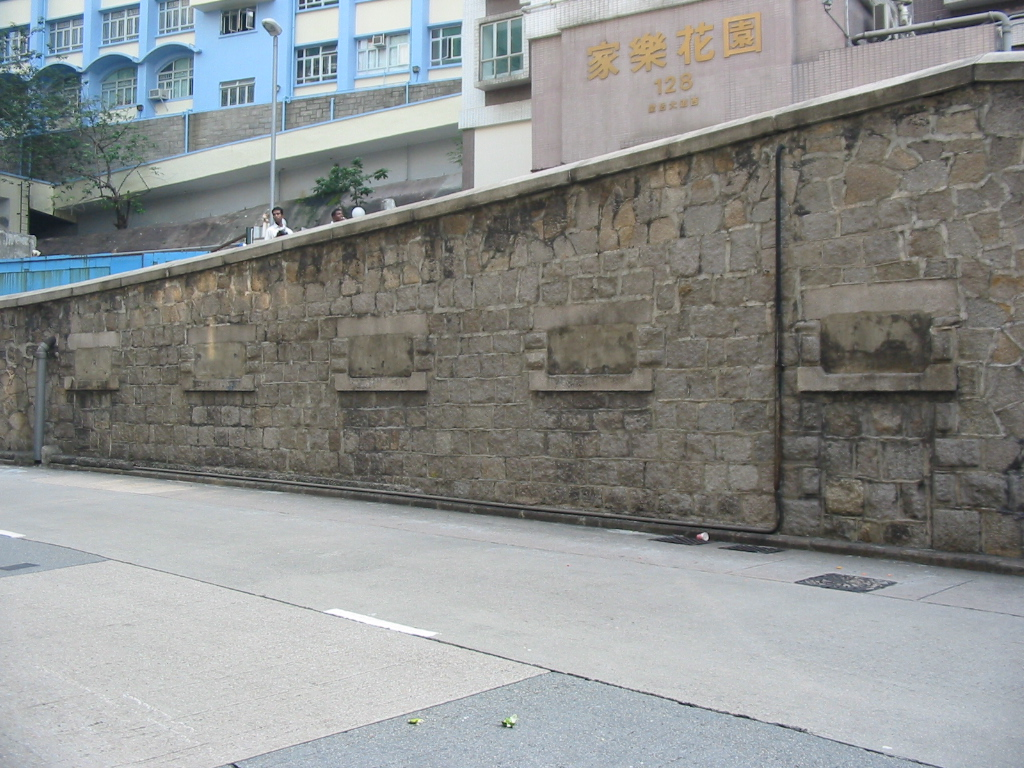
雀仔橋的地底公廁遺蹟（已填封）

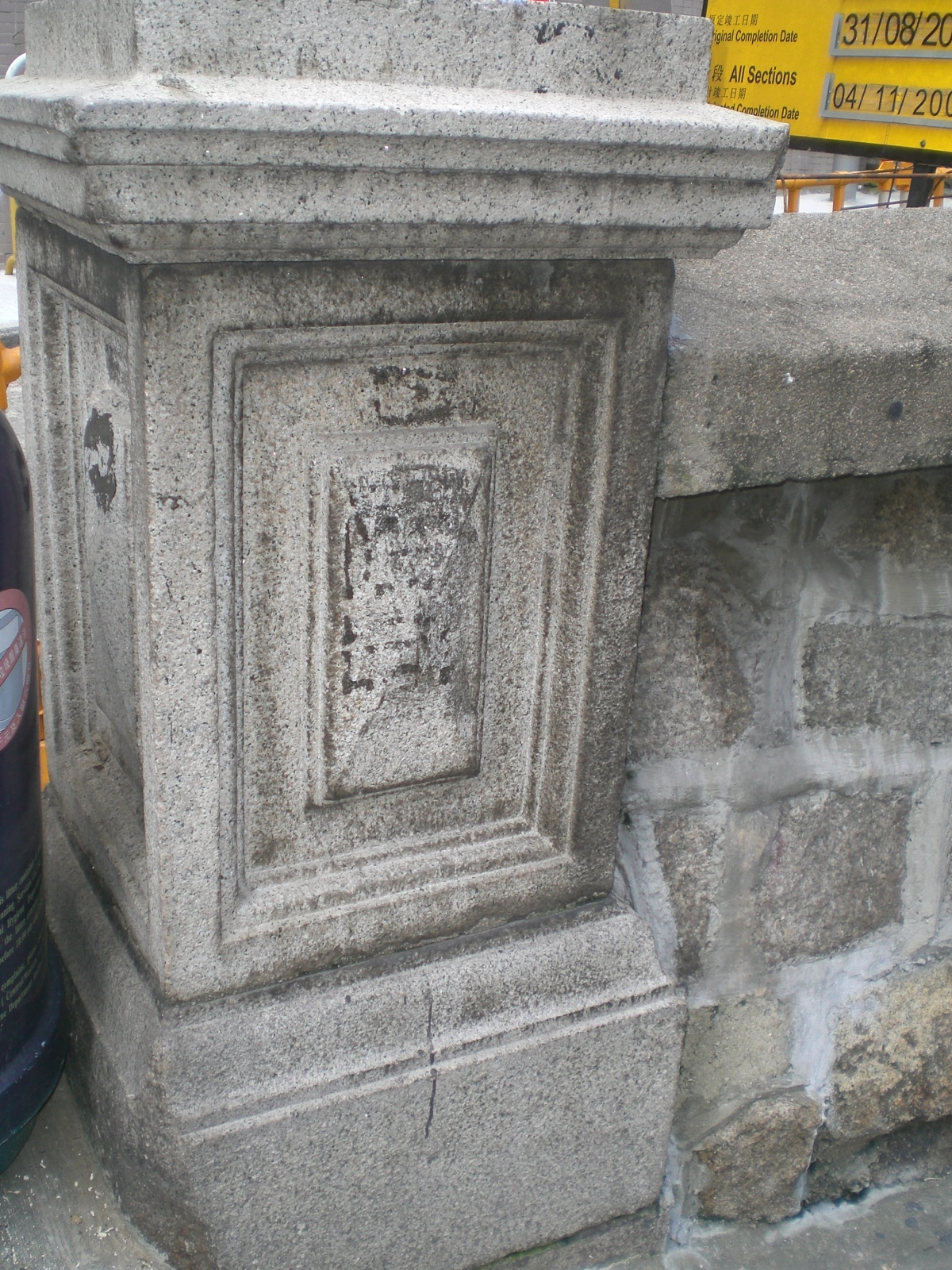
雀仔橋上的石躉

1911年起，橋下馬路旁設立了公廁以供附近市民使用，直至1990年停用，現在仍然可見五個已填封的廁所窗口。

## 通往地點
- 家樂花園
- 贊育醫院
- 樂善堂梁銶琚書院
- 西營盤賽馬會分科診所（前身西營盤國家醫院）

## 鄰近
- 醫院道
- 賢居里
- 得男茶室（已結業）
- 高陞戲院（已拆卸）
- 合德行（一戰前唐樓）
- 尚瓏
- 皇后大道西/賢居里發展項目

## 外部連結
- Gwulo: Photos of Birds Bridge (c.1883- ) （页面存档备份，存于）（英文）
- The National Archives UK: Hospital Lodge and Hospitals from Queen's Road - Flickr（英文）